# The Part Time Wife
The Part Time Wife è un film muto del 1925 diretto da Henry McCarty. La sceneggiatura di Victoria Moore, adattata per lo schermo da James J. Tynan, si basa sull'omonimo racconto di Peggy Gaddis pubblicato nell'agosto 1925 su Snappy Stories. Prodotto dalla Gotham Productions, il film aveva come interpreti Alice Calhoun, Robert Ellis, Freeman Wood.

## Trama
Kenneth Scott, un giornalista senza grandi mezzi, sposa Doris Fuller, nota diva dello schermo. Ma il suo orgoglio resta ferito quando si sente chiamato "Mr. Doris Fuller" e quando considera la disparità tra i loro guadagni. Lei, per diventare moglie "a tempo pieno", lascia il cinema. Ben presto, però, vi torna quando si accorge che il marito si sta lasciando andare alle nevrosi cercando di scrivere una commedia per aumentare le loro entrate. Kenneth credendo erroneamente che Doris abbia una relazione con Dewitt Courtney, il suo partner sullo schermo, rivolge le proprie attenzioni a Nita Northrup, una giovane attrice nascente. Il suo comportamento causa una vera e propria rottura che porta i due alla separazione.

La commedia di Kenneth ha successo ma lui non è felice. Ritorna da Doris dopo che lei è rimasta ferita durante le riprese. I due si riconciliano e lei ancora una volta diventa la sua moglie "a tempo pieno".

## Produzione
Il film fu prodotto dalla Gotham Productions.

## Distribuzione
Il copyright del film, richiesto dalla Lumas, fu registrato il 12 novembre 1925 con il numero LP21989.
Distribuito dalla Lumas Film Corporation, il film uscì nelle sale statunitensi nel settembre 1925. La Stoll Picture Productions lo distribuì nel Regno Unito il 12 luglio 1926.

### Conservazione
Copie complete della pellicola si trovano conservata negli archivi della Library of Congress di Washington e in quelli dell'UCLA Film And Television Archive di Los Angeles.